# Pinkasova synagoga
Pinkasova synagoga je druhou nejstarší dochovanou synagogou v Praze. Byla postavena z iniciativy příslušníka významné rodiny své doby Arona Mešulama Horovice v první polovině 16. století. Původ jejího pojmenování je vykládán různě; Pinkas bylo též jméno Horovicova vnuka. V současné době je spravována Židovským muzeem v Praze a slouží jako památník přes 80 000 českých Židů, kteří zahynuli během holokaustu.

## Historie

### Dějiny místa, vznik synagogy a její původní podoba

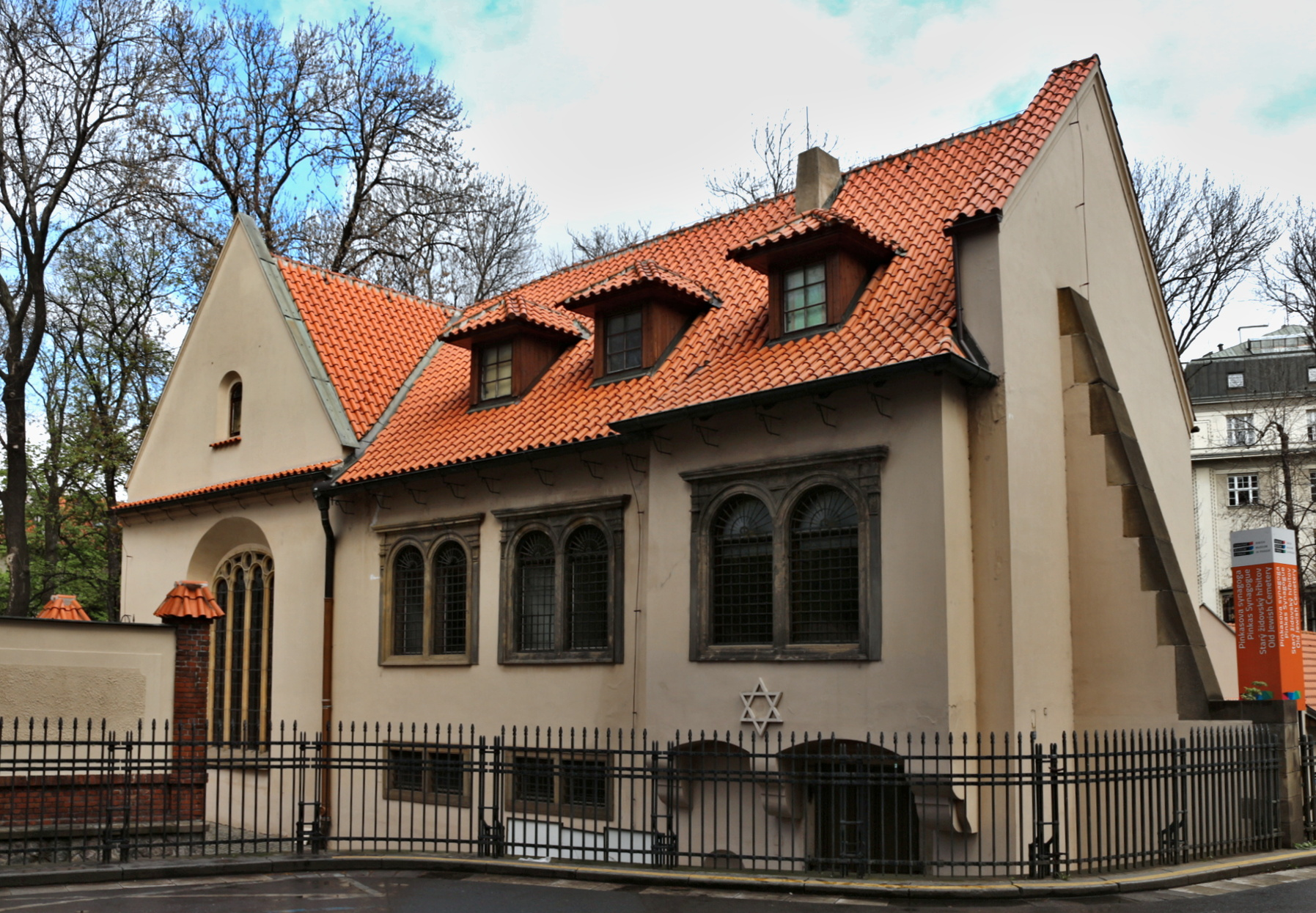
Pinkasova synagoga

Nejstarší doklady židovského osídlení na místě dnešní Pinkasovy synagogy, zbytky studní a rituální lázeň mikve (objevené při archeologickém průzkumu v roce 1968), pocházejí z konce 15. století. Přibližně z téže doby (1492) je také zmínka o soukromé modlitebně, která tehdy tvořila součást obytného domu “U Erbů“ a náležela důležité pražské židovské rodině Hořovských / Horoviců. Jeden z jejích členů, Aharon Mešulam Zalman Horowitz, pak v roce 1535 nechal místo domu postavit pro svou rodinu synagogu v pozdně gotickém a renesančním stylu. Například síťová klenba hlavní lodi je pozdně gotická, doplňují ji však renesanční ozdobné prvky a vstupní portál je čistě renesanční.

### Úpravy v 17. až 19. století
Po méně než sto letech (mezi lety 1607 a 1625) byla budova rozšířena o renesanční přístavbu s vestibulem, ženskou lodí a galerií. Jejím autorem byl Juda Coref de Herz (mj. také architekt Maiselovy synagogy). Protože se prostory synagogy nacházejí pod úrovní okolí, musela se opakovaně potýkat s povodněmi a vlhkostí. Ve druhé polovině 18. století si škody, které v Pinkasově synagoze záplavy napáchaly, vyžádaly barokní úpravy bimy, pódia pro předčítání z Tóry (slepé kružby nahradil štuk z červeného mramoru), a schrány na Tóru, aronu ha-kodeš. Přibližně v téže době (1793) věnoval pražský finančník a průmyslník a jeden z mála rakouských Židů, kteří byli povýšeni do šlechtického stavu, Joachim von Popper synagoze kovanou mříž s motivem středověkého židovského klobouku v Davidově hvězdě, tehdejšího znaku pražského ghetta.
Významných změn se podoba synagogy dočkala v roce 1860. Aby ji již nepoškozovaly povodně, byla podlaha ve vestibulu a hlavním prostoru zvýšena o půl druhého metru navážkou. Pod ní zmizela původní bima a renesanční portál byl zazděn. Rovněž se změnilo uspořádání sedadel – místo po obvodu stěn (tak jako ve Staronové synagoze) stály v řadách za sebou. Interiéru nyní vládl novorománský sloh.

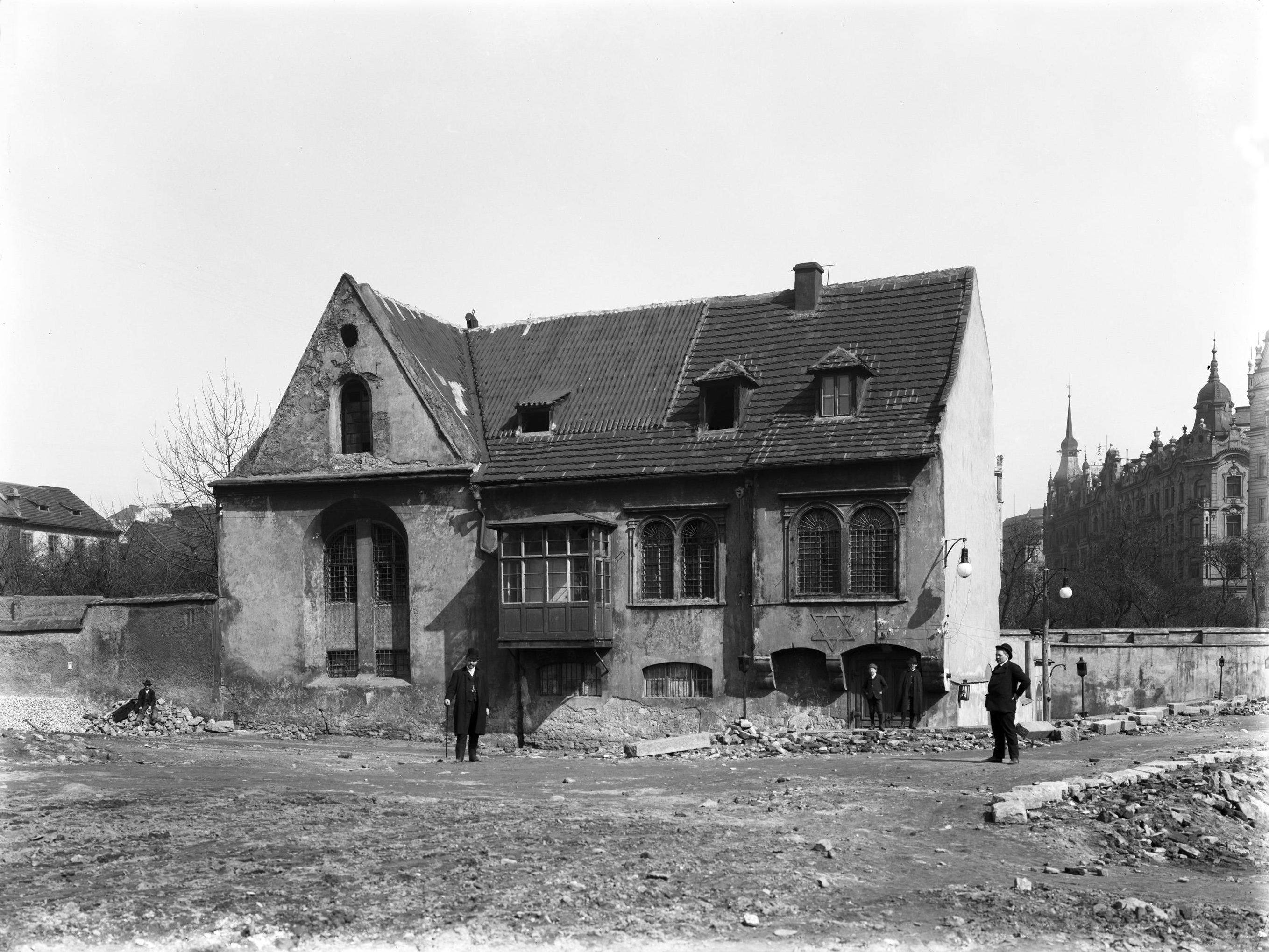
Synagoga v roce 1909, během asanace

### Novodobá historie
Za druhé světové války Pinkasova synagoga sloužila jako skladiště židovského liturgického náčiní, které po zákazu židovských bohoslužeb na podzim roku 1941 již nemohlo být běžně využíváno v pražských synagogách. Když v druhé polovině roku 1942 vzniklo Židovské ústřední muzeum, měla mu synagoga rovněž sloužit jako úložiště, a to památek, které shromáždilo z českých a moravských obcí, ovšem také jako konzervační pracoviště. Židovské ústřední muzeum sice počátkem roku 1943 uvažovalo, že by do Pinkasovy synagogy přesunulo předválečnou expozici pražského židovského muzea, ani ne rok nato však od této idey kvůli nejrůznějším těžkostem upustilo a Pinkasova synagoga zůstala skladištěm.
Po válce se muzeum synagogy opět ujalo a poté, co bylo roku 1950 zestátněno, přistoupilo k její celkové rekonstrukci, která proběhla mezi léty 1950 a 1954. Tehdy se Pinkasova synagoga vrátila ke svému vzhledu před rokem 1860. Zatímco byla synagoga opravována, uvažovalo muzeum o jejím dalším využití. Padl návrh přeměnit ji v památník českých a moravských obětí šoa. 

Tuto myšlenku nakonec uskutečnili akademičtí malíři Václav Boštík a Jiří John, kteří v průběhu pěti let (1954–1959) napsali na stěny vestibulu, hlavní a ženské lodi na 78 000 jmen českých Židů, kteří padli za oběť nacistické perzekuci. Jména obětí jsou roztříděna podle obcí, z nichž pocházely, a doplňují je data narození a deportace. Památník byl veřejnosti zpřístupněn roku 1960, nicméně zůstal otevřený pouhých osm let.

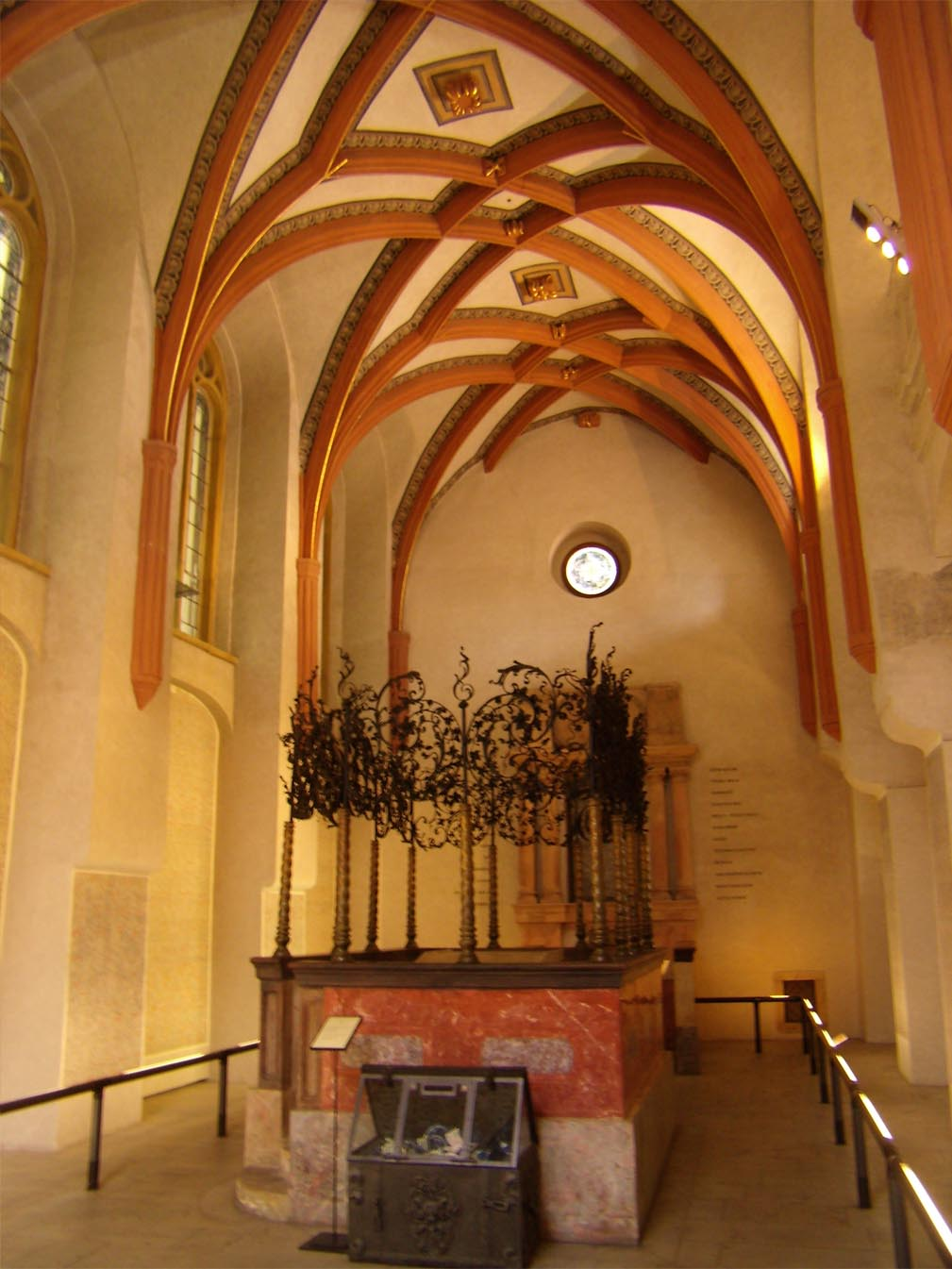
Hlavní loď synagogy

Jeho uzavření, trvající více než dvacet let, bylo zřejmě zapříčiněno hned několika okolnostmi. Primárním impulzem nejspíše bylo, že nápisy byly poškozeny spodní vodou. Výsledky archeologického průzkumu z roku 1968 (např. objevená mikve) dále ukázaly, že synagoga potřebuje rozsáhlejší stavební zásahy, kterým však překážely různé komplikace, možná včetně rezervovaného postoje komunistických funkcionářů k židovským památkám a politické situace obecně.

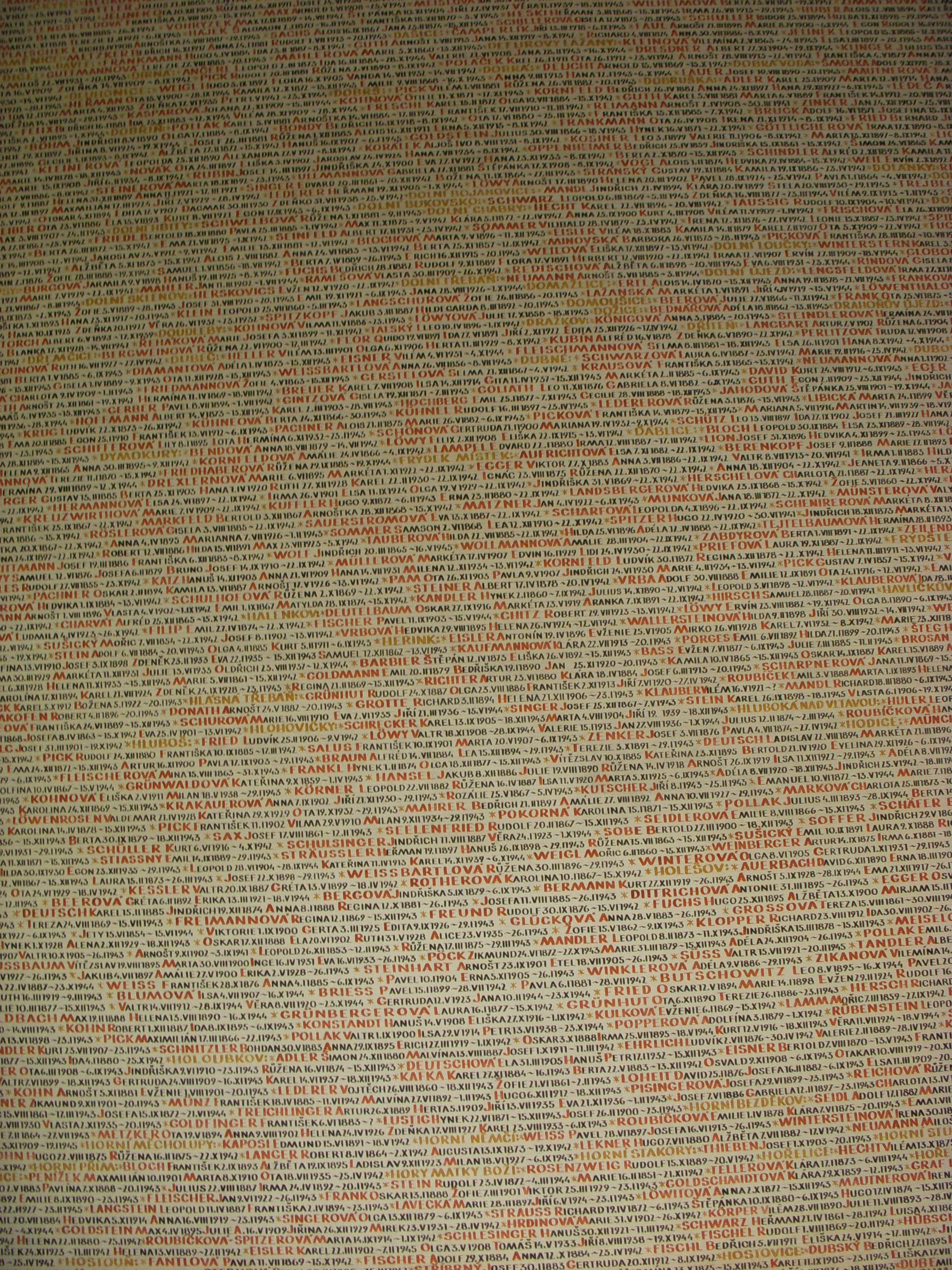
Jména obětí

Teprve po roce 1989 byla nutná rekonstrukce dokončena a v roce 1992 byla Pinkasova synagoga znovuotevřena. Obnova jmen obětí, která byla během uzavření poničena, však pokračovala ještě další tři roky. Bohužel se musela, spolu s dalšími stavebními zásahy, opakovat v roce 2002, kdy do synagogy během povodní znovu vnikla voda.

## Synagoga v současnosti
V současnosti se v synagoze každý rok koná tryzna za české oběti šoa, a sice na výročí vyvraždění terezínského rodinného tábora v Auschwitzu (8./9. 3. 1944). Kromě využití jako pietního místa je synagoga během vysokých svátků využívána konzervativní obcí či Unií židovské mládeže opět k bohoslužebným účelům.

### Dětské kresby z Terezína
V prvním patře Pinkasovy synagogy se nachází expozice dětských kreseb z Terezína. Ty vznikaly v rámci hodin kreslení, vedených Friedl Dicker-Brandeisovou (1898–1944), absolventkou Státního Bauhausu ve Výmaru. Zachovaly se (v počtu přibližně čtyř a půl tisíce) díky tomu, že je Dicker-Brandeisová, dříve než byla také deportována do Osvětimi, v Terezíně ukryla a mohly tak být po válce předány Židovskému muzeu v Praze.

### Cesty bez návratu
Venkovní expozice je věnovaná deportacím židovského obyvatelstva z území Protektorátu Čechy a Morava do ghett, koncentračních a vyhlazovacích táborů na okupovaných územích východní Evropy.

### Tváře obětí šoa
Projekce fotografií obětí šoa ve formě videomappingu na štít synagogální mikve je volně viditelná každý večer kromě pátků a židovských svátků z Široké ulice. Začátek a konec projekce je proměnlivý s ohledem na dobu západu slunce během roku. V zimním období promítání trvá přibližně 2,5 hodiny denně, v období letním je vzhledem k prodlužujícímu se západu slunce projekce zkrácena na 45 minut. 

#### Digitální rozšíření Pinkasovy synagogy
Digitální rozšíření expozice je dostupné prostřednictvím informačního kiosku uvnitř synagogy a webového rozhraní. Elektronická databáze obsahuje jména jednotlivých obětí včetně jejich portrétů, pokud jsou snímky muzeu k dispozici. Databáze rovněž umožňuje vyhledat polohu jmen jednotlivých obětí na zdech synagogy.